# Balanitis de Zoon
La balanitis plasmocel·lular, també coneguda com a balanitis circumscrita plasmocel·lular, balanitis de Zoon o balanitis de cèl·lules plasmàtiques, és una afecció cutània caracteritzada per una lesió inflamatòria benigna a la pell caracteritzada histològicament per un infiltrat de cèl·lules plasmàtiques.:657
La balanitis plasmocel·lular sol ser asimptomàtica. Apareix com una placa macular brillant, vermell ataronjada, humida i lleugerament elevada. La balanitis plasmocel·lular afecta més comunament en el gland.
Es desconeix la causa de la balanitis plasmocel·lular, però la fricció per calor i el fregament són possibles factors que hi contribueixen.
Es necessita una biòpsia per fer el diagnòstic. La balanitis plasmocel·lular es pot controlar amb bona higiene i medicaments. La circumcisió és curativa.
La balanitis plasmocel·lular també es coneix com a balanitis de Zoon, anomenada així pel seu descobridor, Zoon.
S'ha descrit una afecció similar en dones (és a dir, "vulvitis de Zoon"), tot i que la seva existència és controvertida a causa de la possibilitat d'error diagnòstic en molts dels casos que s'han reportat a la literatura mèdica.

## Signes i símptomes
El pacient normalment només presenta un canvi en l'aspecte genital i cap altre símptoma. D'altra banda, ocasionalment poden acompanyar-la símptomes com ara pruïja, disúria, molèsties i sensació de cremor. Rarament, s'han reportat casos de disparèunia o secreció tacada de sang.
La balanitis plasmocel·lular apareix com una o més plaques de color vermell ataronjat, brillants, humides, lluents, ben circumscrites, maculars o lleugerament elevades.